# Ferruccio Dalla Torre
Ferruccio Dalla Torre (ur. 4 listopada 1931 w Innichen, zm. 12 marca 1987 w Pontassieve) – włoski bobsleista, trzykrotny medalista mistrzostw świata.
Największy sukces w karierze Dalla Torre osiągnął w 1963 roku, kiedy wspólnie z Sergio Zardinim, Renato Mocellinim i Romano Bonagurą zwyciężył w czwórkach podczas mistrzostw świata w Igls. W tej samej konkurencji zdobył także srebrne medale na mistrzostwach świata w St. Moritz w 1959 roku (startując z Zardinim, Alberto Righinim i Bonagurą) oraz rozgrywanych trzy lata później mistrzostwach świata w Garmisch-Partenkirchen (razem z Zardinim, Enrico De Lorenzo i Bonagurą). W 1964 roku wystartował na igrzyskach olimpijskich w Innsbrucku, zajmując czwarte miejsce w czwórkach. Jego osada przegrała tam walkę o medal z pierwszą drużyną Włoch o 0,29 sekundy.